# Yusuke Akahoshi
Yusuke Akahoshi (赤星 雄祐 Akahoshi Yusuke?), född 24 maj 1994 i Kumamoto prefektur, är en japansk fotbollsspelare.
Akahoshi började sin karriär 2017 i Shiga United FC. Efter Shiga United FC spelade han för FC Tokushima och Kamatamare Sanuki.